# Championnat de Roumanie de football 1956
Navigation
Saison précédente Saison suivante
La saison 1956 du Championnat de Roumanie de football est la 39e édition de la première division roumaine. Le championnat rassemble les 13 meilleures équipes du pays au sein d'une poule unique, où chaque club rencontre tous ses adversaires deux fois, à domicile et à l'extérieur. Le club vainqueur du championnat se qualifie pour la Coupe d'Europe des clubs champions. Pour permettre au championnat de repasser à 12 clubs la saison prochaine, il y a trois relégués en fin de saison et seulement deux clubs promus de Divizia B.
C'est le club du CCA Bucarest qui termine en tête du championnat et qui remporte le 4e titre de champion de Roumanie de son histoire.

## Les 13 clubs participants
| - Dinamo Bucarest - Dinamo Bacău - Promu de Divizia B - Flacăra Ploiești - CCA Bucarest - FC Progresul Bucarest - Flamura Roșie Arad - Dinamo Brașov | - Locomotiva Timișoara - Știința Timișoara - Progresul IC Oradea - Promu de Divizia B - Locomotiva Bucarest - Promu de Divizia B - Minerul Petroșani - Știința Cluj |

## Compétition

### Classement
Le classement est établi en utilisant le barème suivant :
- Victoire : 2 points
- Match nul : 1 point
- Défaite, forfait ou abandon : 0 point

| Rang | Équipe                      | Pts | J  | G  | N  | P  | Bp | Bc | Diff |
| ---- | --------------------------- | --- | -- | -- | -- | -- | -- | -- | ---- |
| 1    | CCA Bucarest                | 33  | 24 | 15 | 3  | 6  | 64 | 28 | +36  |
| 2    | Dinamo Bucarest (T)         | 29  | 24 | 13 | 3  | 8  | 48 | 34 | +14  |
| 3    | Știința Timișoara           | 29  | 24 | 11 | 7  | 6  | 40 | 31 | +9   |
| 4    | Locomotiva Bucarest (P)     | 28  | 24 | 9  | 10 | 5  | 46 | 27 | +19  |
| 5    | Flacăra Ploiești            | 27  | 24 | 9  | 9  | 6  | 42 | 25 | +17  |
| 6    | Flamura Roșie Arad          | 24  | 24 | 9  | 6  | 9  | 37 | 40 | -3   |
| 7    | Dinamo Brasov               | 23  | 24 | 9  | 5  | 10 | 36 | 38 | -2   |
| 8    | Progresul IC Oradea (C) (P) | 23  | 25 | 10 | 3  | 11 | 29 | 45 | -16  |
| 9    | Progresul Bucarest          | 22  | 24 | 8  | 6  | 10 | 34 | 39 | -5   |
| 10   | Minerul Petroșani           | 22  | 24 | 8  | 6  | 10 | 29 | 35 | -6   |
| 11   | Locomotiva Timișoara        | 19  | 24 | 5  | 9  | 10 | 20 | 39 | -19  |
| 12   | Știința Cluj                | 17  | 24 | 6  | 5  | 13 | 22 | 48 | -26  |
| 13   | Dinamo Bacău (P)            | 16  | 24 | 6  | 4  | 14 | 24 | 42 | -18  |

|  | Qualifié pour la Coupe des clubs champions 1957-1958 |
|  | Relégation en Divizia B                              |

## Bilan de la saison
| Tableau d'Honneur                   |                     |
| Compétition                         | Vainqueur           |
| Championnat de Roumanie de football | CCA Bucarest        |
| Coupe de Roumanie de football       | Progresul IC Oradea |

| Promotions et relégations |                                                |
| Promus en Divizia A       | FC Brașov Energia Târgu Mureș                  |
| Relégués en Divizia B     | Locomotiva Timișoara Știința Cluj Dinamo Bacău |